# Jodete
O Jodete ou Rodete é um jogo de cartas que se utiliza dois baralhos espanhóis de 104 cartas, completo, com curingas.
 Joga-se sem número máximo de jogadores. O objetivo é ficar sem nenhuma carta na mão, e isto se chama bater. Este jogo é muito semelhante ao chamado Uno.

## Inicio e desenrolar do jogo
Se reparte 7 cartas pra cada jogador depois vira-se uma pra cima, e esta carta começa o jogo. Cada jogador deve jogar uma carta de mesmo naipe ou índice da que está na mesa. Se não tiver, deve comprar uma carta do maço, e se não serve, passa a vez para o jogador a sua direita. Geralmente, o jogo segue no sentido anti-horário inicialmente. Quando um jogador tiver com apenas uma carta na mão, deve avisar "me queda una" ou senão compra 1 carta como penalidade. Ao bater, o jogador deve falar “jodete”, e caso não fale, comprará 1 carta. 
É importante ressaltar que como é usado dois baralhos, haverá duas cartas iguais de casa (exceto os curingas, que são 4). Portanto, pode-se “cortar” a vez de alguém caso você tenha uma carta exatamente igual à que está na mesa. 2 e curingas podem ser cortados independentemente de seu naipe.

## Cartas Especiais
Estas cartas servem para prejudicar o jogo do adversário.São elas:
- Os 10: fazem com que o jogador escolha o naipe a ser seguido. Pode ser jogado independentemente do naipe na mesa.
- Os reis: fazem inverter o sentido do jogo, de anti-horário para horário ou vice-versa.
- Os quatros: pula o próximo jogador. Exemplo: Jogador A solta um quatro. C joga e B é pulado.
- Os dois: é acumulativo. Quem recebe deve comprar 2 cartas, e se este tem um dois, poderá descartá-lo e o próximo terá de comprar 4 cartas, e se este tiver, o próximo deve comprar 6 cartas. Não há descartes neste lance, ou seja, o jogador afetado largar uma carta na mesa.
- O coringa(comodín): Quando ele é jogado, a pessoa deve comprar +4 cartas quem jogou-o pode escolher o naipe.
- Os setes: ao jogar um sete, deve-se descartar outra carta de mesmo naipe juntamente.

## Contagem de pontos
Uma partida se joga com um teto pré-estabelecido (200 pontos, geralmente). Caso o jogador que cortou as cartas pegue uma metade com a quantidade exata de cartas para serem distribuídas mais uma para ser a virada, este perde 50 pontos. As cartas valem:
- Coringa vale 40 pontos;
- Ases e dois valem 20 pontos;
- Figuras valem 15 pontos;
- 7, 10 e 4 valem 10 pontos;
- O resto das cartas o valor de seu índice.

Após um ter batido, os outros devem colocar suas cartas na mesa e somar os pontos de acordo com a tabela acima. O objetivo é ficar com menos pontos possível. O primeiro a passar do teto é considerado o “primeiro da casa” e volta a ter a segunda maior pontuação do jogo. O jogo acaba assim que haja um segundo a estourar, que geralmente paga uma prenda pré-definida.O jogo geralmente dura mais de uma rodada e os pontos são anotados.
A pessoa que bater perde 10 pontos, e caso ela bata na seguinte, ela perderá mais 20 pontos, depois 30, e assim sucessivamente caso ela bata em sequência.